# Planetenverkäufer

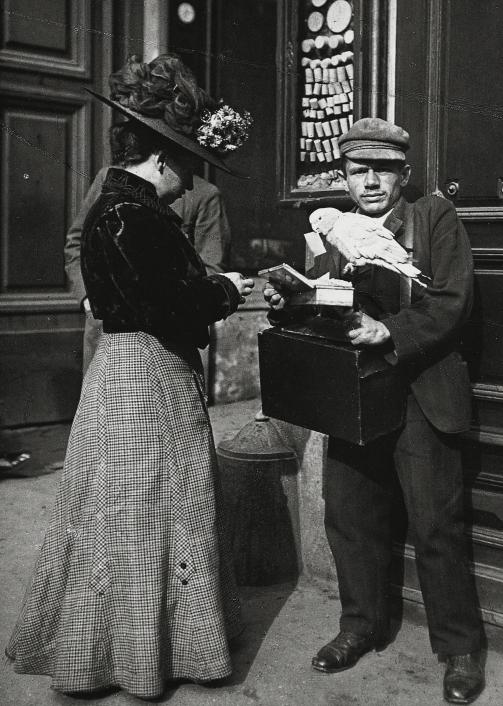
Planetenverkäufer mit Papagei

Planetenverkäufer ist ein historischer Beruf, der hauptsächlich zu Beginn des 20. Jahrhunderts in Wien ausgeübt wurde.

## Beschreibung
Die Planetenverkäufer waren Straßenhändler in Wien, die „Glücksbriefchen“ verkauften, welche als „Planeten“ bezeichnet wurden. Diese Briefchen enthielten zumeist mehrere Gewinnzahlen, mit denen die Käufer an einer Lotterie teilnehmen konnten. Die Glücksbriefchen wurden aus einem Bauchladen angeboten. Die Besonderheit der Planetenverkäufer bestand darin, dass sie die Briefchen nicht selbst aus dem Bauchladen zogen, sondern diese Aufgabe von abgerichteten Papageien oder weißen Mäusen erledigen ließen.
Vereinzelt wurden anstelle von Gewinnzahlen auch Horoskope und andere Voraussagungen verkauft.
Planetenverkäufer waren in Wien bis zum Zweiten Weltkrieg verbreitet, danach verschwanden sie mehr und mehr aus dem Stadtbild. Einer der letzten aktiven Planetenverkäufer ist für die 1970er Jahre überliefert, er war vor allem in der Mariahilfer Straße anzutreffen.

## Sonstiges
Zur Münchner Vorstadthochzeit 2017 trat der Schauspieler Andreas Bittl als Planetenverkäufer auf.